# Cristianización de Moravia

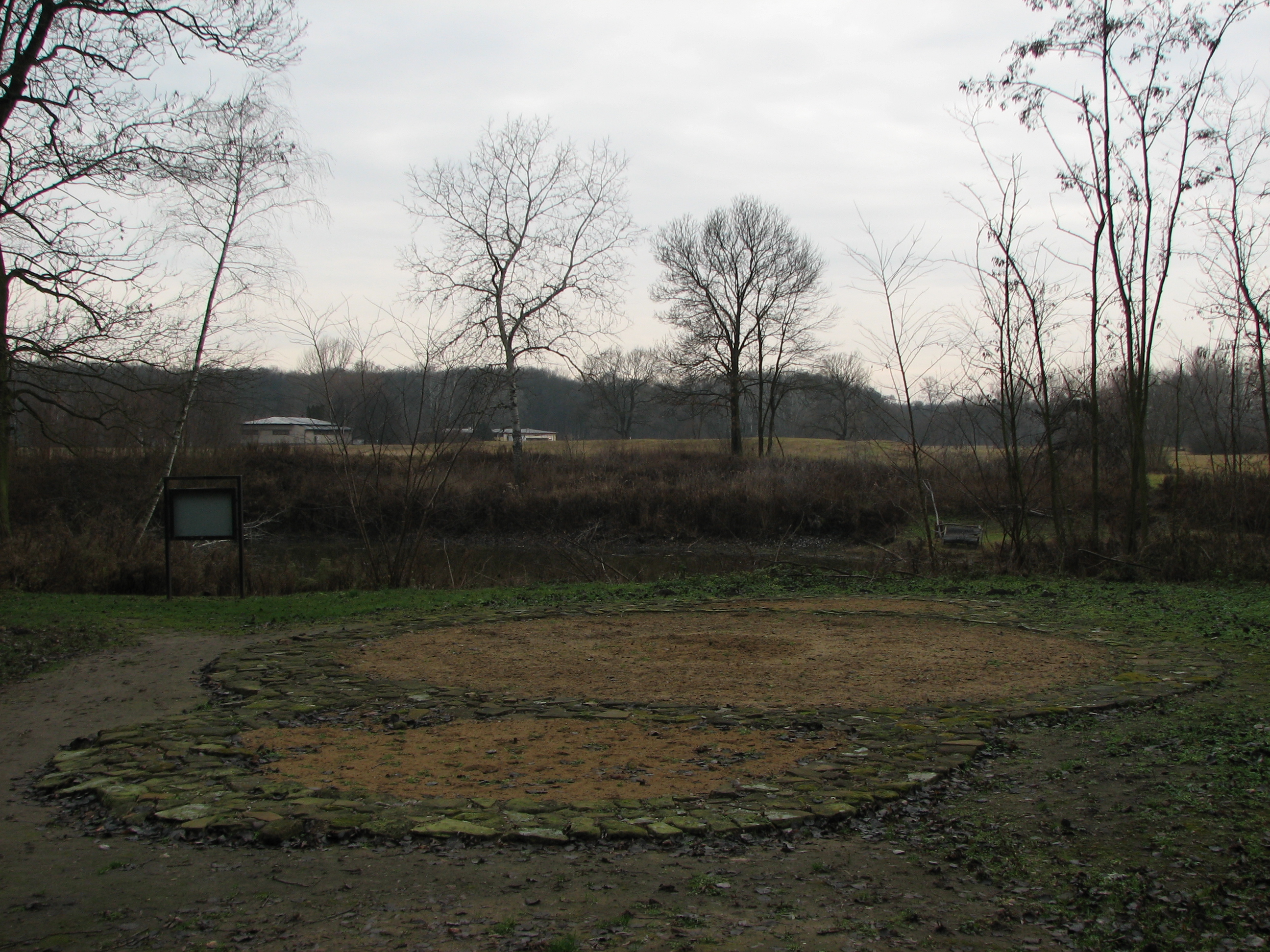
Restos de una iglesia del período de la Gran Moravia en el sitio de patrimonio Mikulčice-Valy.

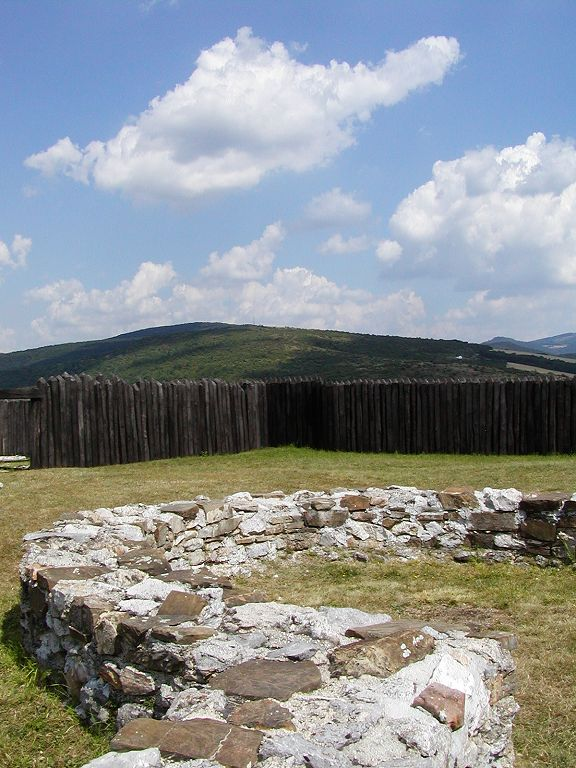
Ruinas de una gran fortaleza de Moravia en Ducové, Eslovaquia.

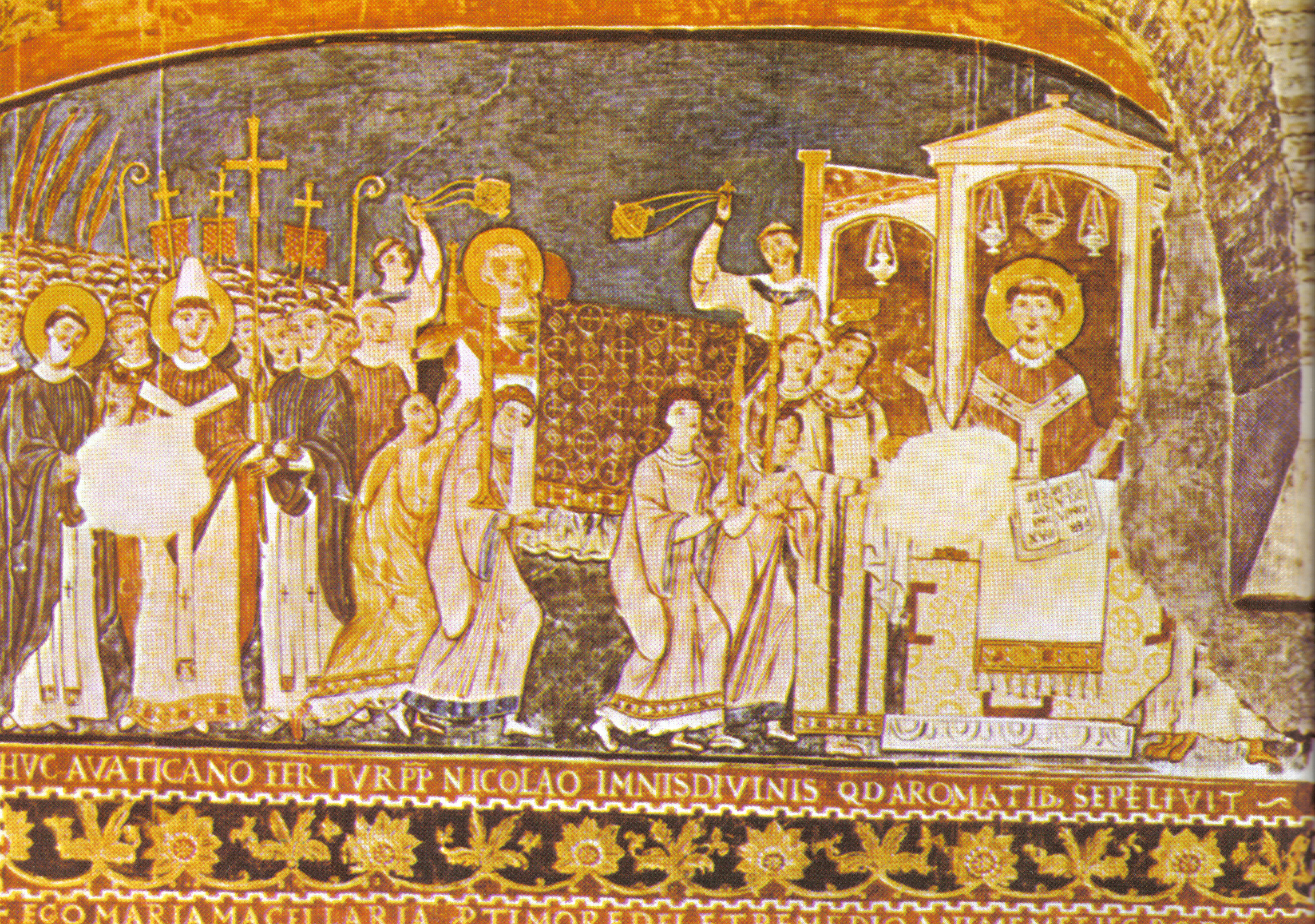
Fresco representando a Cirilo y Metodio en Roma.

La cristianización de Moravia se refiere a la difusión de la religión cristiana en las tierras de la Moravia medieval (Gran Moravia).
Lo que los historiadores modernos designan como Gran Moravia fue un estado eslavo que existió en Europa Central desde alrededor del año 830 hasta principios del siglo X. El territorio de la Gran Moravia fue evangelizado originalmente por misioneros procedentes del Imperio franco o de enclaves griegos bizantinos en Italia y Dalmacia desde principios del siglo VIII y esporádicamente antes. La diócesis de Passau fue la encargada de establecer una estructura eclesiástica en Moravia. La primera iglesia cristiana de los eslavos occidentales y orientales de la que se tiene constancia en las fuentes escritas fue construida en el año 828 por Pribina, gobernante y príncipe del Principado de Nitra, aunque probablemente él mismo seguía siendo pagano, en su posesión llamada Nitrava —hoy Nitra, Eslovaquia—. El primer gobernante moravo conocido por su nombre, Mojmír I, fue bautizado en 831 por Reginhar, obispo de Passau. Debido a las luchas internas entre los gobernantes moravos, Mojmír fue depuesto por Ratislav I en el 846; como Mojmír estaba alineado con el catolicismo franco, Rastislav pidió apoyo al Imperio bizantino y se alineó con la ortodoxia oriental.
A pesar del respaldo formal de las élites, el gran cristianismo moravo fue descrito como conteniendo muchos elementos paganos ya en el año 852. El mayor hito en la cristianización de Moravia se atribuye tradicionalmente a la influencia de los hermanos misioneros bizantinos, los santos Cirilo y Metodio, que llegaron a Moravia en el año 863. Cirilo tradujo la liturgia y las perícopas al idioma eslavo —su traducción se convirtió en la base del antiguo eslavo eclesiástico—, dando lugar a la Iglesia popular eslava, superando rápidamente a las misiones católicas, que anteriormente luchaban con sus sacerdotes alemanes extranjeros y la liturgia latina. Unos años más tarde, el cercano Ducado de Bohemia también se convirtió, y su gobernante se bautizó en el 867, —la cristianización de Moravia también afectaría a Polonia, que se cristianizó un siglo más tarde, y donde los misioneros moravos se encontraban entre los primeros evangelizadores—. Pronto Ratislav I consiguió crear una iglesia independiente tanto de los germanos como de Constantinopla, subordinada directamente a la sede de Roma. Se inauguró la nueva diócesis de Panonia, con Metodio como primer arzobispo.
Tras la muerte del sucesor de Ratislav, Svatopluk I, Moravia se repartió en su mayor parte entre sus vecinos (Alemania, Bohemia y Hungría) y la iglesia eslava entró en decadencia, sustituida por las iglesias mejor establecidas en esos otros territorios. Varios sacerdotes de la iglesia eslava expulsados encontraron refugio en Bulgaria, donde varias de sus tradiciones se incorporaron a la primitiva Iglesia ortodoxa de Bulgaria.